# Stenocereus beneckei
Stenocereus beneckei är en kaktusväxtart som först beskrevs av Christian Gottfried Ehrenberg, och fick sitt nu gällande namn av Alwin Berger och Franz Buxbaum. Stenocereus beneckei ingår i släktet Stenocereus och familjen kaktusväxter. Inga underarter finns listade i Catalogue of Life.

## Bildgalleri

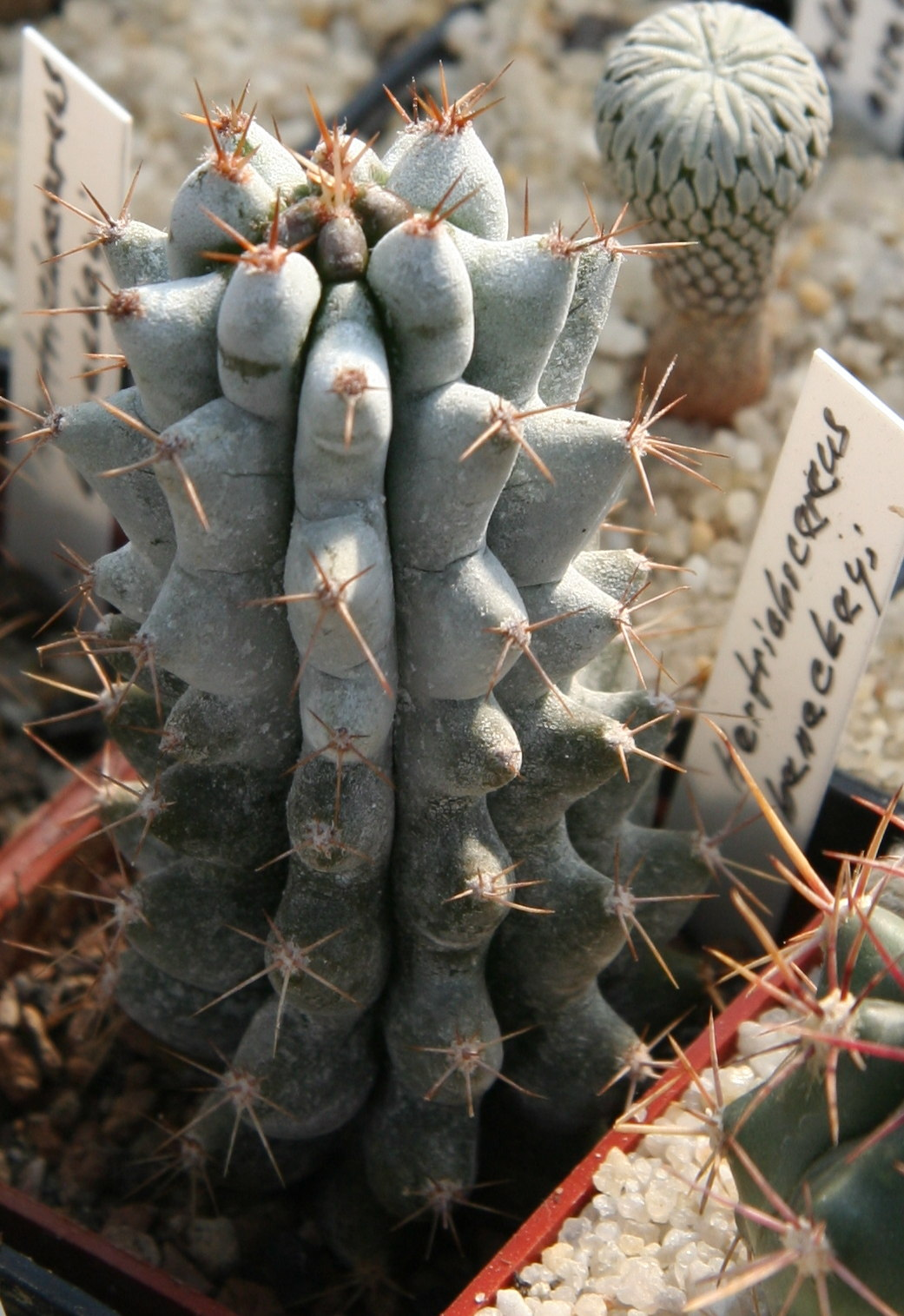